# Synelmis gorgonensis
Synelmis gorgonensis är en ringmaskart som först beskrevs av Monroe 1933.  Synelmis gorgonensis ingår i släktet Synelmis och familjen Pilargidae. Inga underarter finns listade i Catalogue of Life.